# James LoMenzo
James "JLo" LoMenzo (Brooklyn, New York; 13 de enero de 1959) es un músico estadounidense, conocido por haber sido el bajista de White Lion y de banda de thrash metal, Megadeth, hasta el 8 de febrero de 2010, momento en el cual fue reemplazado por el antiguo bajista de la banda David Ellefson, volviendo nuevamente en 2021 para una gira pendiente luego de la expulsión del último. También ha trabajado con otras bandas como Black Label Society o Zakk Wylde.

## Discografía

### Rondinelli
- Wardance (1996)

### White Lion
- Pride (1987)
- Big Game (1989)
- Mane Attraction (1991)

### Pride & Glory
- Pride & Glory (1994)

### Zakk Wylde
- Book Of Shadows (1996)

### David Lee Roth
- Diamond Dave (2003)

### Megadeth
- United Abominations (2007)
- Endgame (2009)
- The Sick, the Dying... and the Dead! (2022)

## Equipamiento
Bajos
James LoMenzo siempre ha dicho que es un fiel partidario de los bajos Gibson Thunderbird. Aunque también ha utilizado otros bajos pero ha dicho que nunca llegaran a ser como el Thunderbird.
- Warwick Buzzard LTD 2003
- Warwick Thumb
- Warwick Stryker
- Custom "J-Lo spec" Warwick Buzzard
- Michael Kelly Dragonfly Acoustic (fretless)
- ESP Forest
- Yamaha BB

Amplificadores
- Ashdown RPM-1 Pre-Amps
- Ashdown PM-1000 Power Amps
- Pearce BC1 Preamps
- Ashdown ABM 810 Bass Cabs
- Ashdown custom ABM 215 Bass Cabs

Accesorios
- Aphex Punch Factory
- Aphex Bass Exciter
- MXR Bass Wah
- MXR Stereo Chorus
- MXR Phase 100
- MXR M-80
- MXR DC Brick
- EBS Octabass
- Rocktron Hush Super C
- Line 6 Bass Pod
- Line 6 Filter Modeler
- Roadie Made custom pedal board
- Monster Power & Cables
- Red Monkey Designs Custom Leather Straps
- Coffin Case Cases
- Rotosound BS-66 and RS-66LD
- Jim Dunlop picks
- Electro Voice RE-20 & Avalon U5
- Ashdown Bass Hyper Drive LoMenzo